# Ceratinella parvula
Ceratinella parvula är en spindelart som först beskrevs av Fox 1891.  Ceratinella parvula ingår i släktet Ceratinella och familjen täckvävarspindlar. Inga underarter finns listade i Catalogue of Life.